# تاج ورزشی
تاج ورزشی نام هفته نامه‌ای بود که توسط باشگاه فوتبال تاج از فروردین ۱۳۲۸ تا بهمن ۱۳۵۷ و به صاحب‌امتیازی پرویز خسروانی منتشر شد. 

## تاریخچه نشر
در زمان انتشار اولین شماره این نشریه نام باشگاه هنوز از دوچرخه‌سواران به تاج تغییر پیدا نکرده بود در نتیجه دو هفته نامه با نام دوچرخه‌سواران منتشر می‌شد تا آنکه با تغییر نام باشگاه از دوچرخه سواران به تاج در بهمن ۱۳۲۸ نام این دو ماهنامه نیز به تاج ورزشی تغییر کرد و تا آخرین شماره به همین نام ادامه داد. آدرس دفتر مجله در خیابان غزالی بود و قیمت نخستین شماره این دو هفته نامه ۵ ریال بود. این نشریه در ابتدا به شکل دو هفتگی و سپس هفتگی منتشر شد.
انتشار تاج ورزشی در دوران حیاتش ۴ بار متوقف شد اما سپس دوباره منتشر شد. تاج ورزشی نخستین نشریه ورزشی ایران بود که در زمان انتشار تیراژی بالاتر از ۱۰۰ هزار نسخه داشت.

## سردبیران
از نخستین سردبیرهای تاج ورزشی صدری میرعمادی از نویسندگان معروف ورزشی ایران بود. سیدآقا جلالی و عباس پهلوان از دیگر سردبیران این هفته نامه بودند.

## سرنوشت
هفته نامه تاج ورزشی تا زمان انقلاب ۱۳۵۷ منتشر شد و با پیروزی انقلاب و انتقال دارایی‌ها و تجهیزات سازمان ورزشی و فرهنگی تاج انتشار این نشریه نیز متوقف شد.